# Uroglaux dimorpha
La civetta sparviero della Nuova Guinea o gufastore papua (Uroglaux dimorpha (Salvadori, 1874)) è un uccello rapace della famiglia Strigidae, endemico della Nuova Guinea. È l'unica specie nota del genere Uroglaux.